# 本格ミステリこれがベストだ!
『本格ミステリこれがベストだ!』（ほんかくミステリこれがベストだ）は、東京創元社が発行していた文庫サイズの推理小説の評論集。2001年から2004年まで毎年1冊ずつ、計4冊刊行された。最初の2冊は、当時刊行されていた文庫サイズのミステリ誌「創元推理21」（2001年5月～2003年2月）の別冊という扱いになっている。

## 刊行リスト
- 本格ミステリこれがベストだ! 2001 （探偵小説研究会他、2001年4月、ISBN 978-4488495015） - 創元推理21別冊
- 本格ミステリこれがベストだ! 2002 （探偵小説研究会著、2002年4月、ISBN 978-4488495046） - 創元推理21別冊
- 本格ミステリこれがベストだ! 2003 （探偵小説研究会編、2003年4月、ISBN 978-4488495091）
- 本格ミステリこれがベストだ! 2004 （探偵小説研究会編、2004年6月、ISBN 978-4488495107）

## 主な内容
2001
- 「本格ミステリこれがベストだ!」座談会〈創元推理文庫30選〉 - 有栖川有栖・笠井潔・北村薫

2002
- 本格ミステリ往復書簡2002 - 笠井潔・巽昌章

2003
- 特集 本格ミステリの現在
  - 本格ミステリ往復書簡2003 - 笠井潔・巽昌章
  - 西尾維新インタビュー - インタビュアー・巽昌章
  - 〈活字倶楽部〉編集部インタビュー - インタビュアー・円堂都司昭
  - 特別寄稿 石持浅海・北山猛邦

2004
- 本格ミステリ往復書簡2004 - 笠井潔・鷹城宏
- 伊坂幸太郎インタビュー
- 宇山日出臣インタビュー
- 特別寄稿 谺健二・鳥飼否宇

## 本格ミステリ10選一覧
2001年版のみ順位が付けられている。以降は順不同。

### 2001年版
対象：2000年1月～12月刊行作品
1. 火蛾（古泉迦十）
2. 木製の王子（麻耶雄嵩）
3. 依存（西澤保彦）
4. 美濃牛（殊能将之）
5. 少年たちの密室（古処誠二）
6. 壺中の天国（倉知淳）
7. 幽霊刑事（有栖川有栖）
8. ifの迷宮（柄刀一）
9. 螺旋階段のアリス（加納朋子）
10. 凶笑面（北森鴻）

### 2002年版
対象：2001年1月～12月刊行作品、以下順不同
- 神のふたつの貌（貫井徳郎）
- 黒祠の島（小野不由美）
- 贋作『坊っちゃん』殺人事件（柳広司）
- ミステリ・オペラ（山田正紀）
- 時の密室（芦辺拓）
- 絶叫城殺人事件（有栖川有栖）
- 鏡の中は日曜日（殊能将之）
- 四重奏（倉阪鬼一郎）
- 眩暈を愛して夢を見よ（小川勝己）
- ハリウッド・サーティフィケイト（島田荘司）

### 2003年版
対象：2002年1月～12月刊行作品、以下順不同
- マレー鉄道の謎（有栖川有栖）
- 法月綸太郎の功績（法月綸太郎）
- はじまりの島（柳広司）
- オイディプス症候群（笠井潔）
- 僧正の積木唄（山田正紀）
- 撓田村事件（小川勝己）
- GOTH リストカット事件（乙一）
- 奇蹟審問官アーサー（柄刀一）
- 首断ち六地蔵（霞流一）
- 奇偶（山口雅也）

### 2004年版
対象：2003年1月～12月刊行作品、以下順不同
- 『アリス・ミラー城』殺人事件（北山猛邦）
- スイス時計の謎（有栖川有栖）
- 葉桜の季節に君を想うということ（歌野晶午）
- 神のロジック 人間のマジック（西澤保彦）
- 赫い月照（谺健二）
- 陰摩羅鬼の瑕（京極夏彦）
- くらのかみ（小野不由美）
- 七度狐（大倉崇裕）
- 月の扉（石持浅海）
- 第三の時効（横山秀夫）